# Keith Fair
Keith Fair (* 8. Januar 1968 in Castlegar, British Columbia) ist ein ehemaliger schweizerisch-kanadischer Eishockeyspieler, der im Verlauf seiner aktiven Karriere unter anderem für den HC Ambrì-Piotta und HC Lugano in der Nationalliga A gespielt hat.

## Karriere
Fair war als Juniorenspieler für die Langley Eagles und Sidney Capitals in der zweitklassigen British Columbia Hockey League aktiv. Zur Saison 1986/87 wechselte der Doppelbürger in die Schweiz zum HC Ambrì-Piotta. Bei den Biancoblù etablierte sich der Linksschütze in den folgenden neun Spielzeiten als Stammkraft und entwickelte sich im Verlauf dieser Zeit zum Schweizer Nationalspieler.
1995 folgte der Wechsel nach Lugano; insgesamt zehn Jahre verbrachte Fair bei den Bianconeri und gewann mit den Tessinern 1999 und 2003 die Schweizer Meisterschaft. Ausserdem war er zeitweise als Assistenzkapitän tätig. Seine Karriere liess er in der Saison 2004/05 im Tessin ausklingen, ausserdem bestritt er in dieser Spielzeit eine Partie für den EHC Chur in der Nationalliga B.

### International
Für die Schweiz nahm Fair an der Weltmeisterschaft 1992 teil. Des Weiteren stand er im Aufgebot der Schweiz bei den Olympischen Winterspielen 1992 in Albertville. Insgesamt stand er in 42 Länderspielen für die Schweiz auf dem Eis.

## Erfolge und Auszeichnungen
- 1999 Schweizer Meister mit dem HC Lugano
- 2003 Schweizer Meister mit dem HC Lugano